# گاگیک مارتیروسیان (سیاستمدار)
گاگیک همایاکی مارتیروسیان (Գագիկ Հմայակի Մարտիրոսյան؛ زادهٔ ۱۴ ژانویهٔ ۱۹۵۱) یک سیاستمدار اهل ارمنستان است که از تاریخ ۱۹۹۰ تا تاریخ ۱۹۹۳ در دولت سمت وزارت شهرسازی ارمنستان و از تاریخ ۱۹۹۵ تا تاریخ ۱۹۹۸ در دولت‌های هراند باگراتیان، آرمن سارگسیان و روبرت کوچاریان سمت وزارت انرژی ارمنستان را برعهده داشت.

## زندگی‌نامه
در ۱۴ ژانویهٔ ۱۹۵۱ در روستای گتامچ، استان کوتایک به دنیا آمد و از دانشگاه پلی‌تکنیک ارمنستان فارغ‌التحصیل شد. 

## یادداشت
1. ↑  ՀՀ կառավարությանն առընթեր ջրային տնտեսության պետական կոմիտեի նախագահ